# 93 (число)
Вижте пояснителната страница за други значения на 93.
93 (деветдесет и три) е естествено, цяло число, следващо 92 и предхождащо 94.
Деветдесет и три с арабски цифри се записва „93“, а с римски цифри – „XCIII“. Числото 93 е съставено от две цифри от позиционните бройни системи – 9 (девет) и 3 (три).

## Общи сведения
- 93 е нечетно число.
- 93 е атомният номер на елемента нептуний.
- 93-тият ден от годината е 3 април.
- 93 е година от Новата ера.